# نچو (دهانه)
نچو یک دهانه برخوردی در ماه‌ است.

## دهانه‌های اقماری
این دهانه ۴ دهانه اقماری دارد.
| Necho | عرض جغرافیایی | طول جغرافیایی | قطر          |
| ----- | ------------- | ------------- | ------------ |
| P     | ۶.۸° S        | ۱۲۲.۰° E      | ۷۵.۰ کیلومتر |
| R     | ۵.۶° S        | ۱۲۲.۰° E      | ۱۸.۰ کیلومتر |
| M     | ۶.۰° S        | ۱۲۳.۱° E      | ۱۲.۰ کیلومتر |
| V     | ۴.۳° S        | ۱۲۰.۶° E      | ۱۶.۰ کیلومتر |